# 케이틀린 더블데이
케이틀린 더블데이(Kaitlin Doubleday, 1984년 7월 19일 ~ )는 미국의 배우이다.

## 출연 작품

### 영화
- 캐치 미 이프 유 캔 (2002)
- Freshman Orientation (2004)
- 웨이팅 (2005, Waiting...)
- The TV Set (2006)
- 합격! (2006)
- 더 툼 (2009)
- Final Sale (2011)
- The March Sisters at Christmas (2012)
- 글래디에이터 드래곤 (2015, Dudes & Dragons)
- A Boy Called Po (2016)

### 텔레비전
- Cavemen (2007)
- 엠파이어 (2015-16, 2018)